# Черкизово (Пушкинский район)
Черки́зово — посёлок городского типа в Пушкинском городском округе Московской области России.
Население — 4186 чел. (2024).
Расположен на реке Клязьме к югу от города Пушкино, у железнодорожной платформы Тарасовская (на линии Москва — Ярославль).
До посёлка можно добраться с Ярославского вокзала Москвы до станции Тарасовская электричками направлением на Сергиев Посад, Пушкино, Александров, Софрино, Красноармейск, Балакирево.

## История
В XIV веке царевич Большой Орды Серкиз (Черкиз) выехал в Москву к великому князю Дмитрию Ивановичу, крестился и осел в Москве. Академик С. Б. Всеволодский утверждает, что Черкиз был человеком самостоятельным и «многовотчинным», то есть владел большими землями. Достоверно известно, что ему принадлежало Черкизово в Коломенском уезде. Относительно двух других населённых пунктов в Московской области с такими же названиями (село в Коломенском районе и деревня в городском округе Химки), Всеволодский (1969, с. 397) писал, что «полагает возможным признать их за вотчины Серкиза», хотя прямых доказательств нет.
В XV веке Черкизово принадлежало Ховриным-Головиным, затем село перешло к московскому князю Ивану III и его родственнику князю Михаилу Ивановичу Глинскому.
Статус посёлка городского типа — с 1939 года.

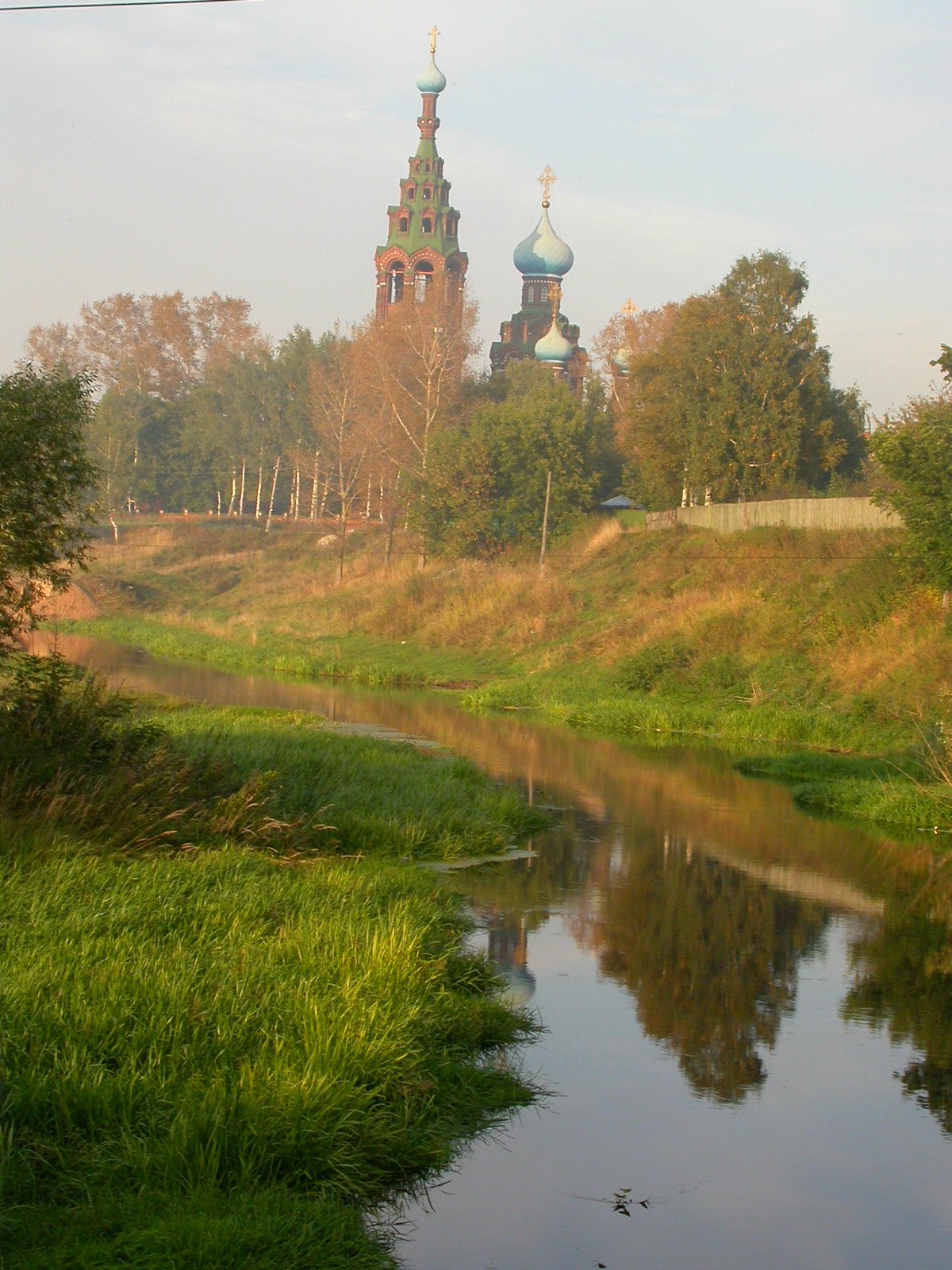
Церковь Покрова в Черкизове

С 2006 до 2019 годы пгт образовывал муниципальное образование городское поселение Черкизово как единственный населённый пункт в его составе (площадью 5,39 км²). С 2019 года вошёл в единый Пушкинский городской округ.
Глава городского поселения — Шеменёва Оксана Викторовна.
В 2025 году дачный посёлок преобразован в посёлок городского типа.

## Население
| 1939  | 1959  | 1989  | 2002  | 2006  | 2009  | 2010  | 2012  |
| ----- | ----- | ----- | ----- | ----- | ----- | ----- | ----- |
| 5085  | ↗6558 | ↘4824 | ↘3468 | →3468 | ↘3427 | ↗3559 | ↗3691 |
| 2013  | 2014  | 2015  | 2016  | 2017  | 2018  | 2019  | 2020  |
| ↗4523 | ↘3476 | ↗3998 | ↘3418 | ↘3379 | ↘3336 | ↗3535 | ↗4014 |
| 2021  | 2023  | 2024  |       |       |       |       |       |
| ↗4400 | ↘4209 | ↘4186 |       |       |       |       |       |

## Дачный посёлок
В Черкизово до сих пор сохранилось много красивейших дач купцов и фабрикантов конца XIX века — начала XX века. После строительства в 1895 году полустанка «Тарасовка» начали активно застраиваться окрестности деревни Черкизово. Получив разрешение на приобретение земельных участков, прикупая землю у местных крестьян, московские купцы приступили к строительству дачных домов. Дачи строились в лесных массивах и по берегам Клязьмы. Эти районы были благоустроены садами, детскими площадками, фонтанами, площадками для спортивных игр и т. п. Тогда Черкизово становится популярным местом летнего отдыха.
| Название местности      | Расположение                                                                                      | Дачи |
| ----------------------- | ------------------------------------------------------------------------------------------------- | --- |
| Грибовка                | Высокий берег Клязьмы, лесной массив, территория улицы Ганны Шостак                               | Дачи фабриканта Грибова |
| Ясенки                  | Высокий берег Клязьмы, сосновый лес, территория улицы Береговой                                   | Дачи Д. П. Бахрушина, В. Г. Чиркова, А. С. Новикова-Прибоя                                                                  |
| Мурашки                 | Косогор, ограниченный ручьём и Клязьмой, ныне дачный посёлок                                      | Дачи И. Д. Папанина, Мессер-Плисецких, Н. А. Булганина, Г. Я. Сокольникова                                                  |
| Черкизовский парк       | Высокий берег Клязьмы, сосновый бор, территория улицы Черкизовский парк                           | Дача купца Селивановского, А. Г. Стаханова, чаеторговца Печатнова, фабриканта Козлова, М. В. Челнокова, фабриканта Мочалова |
| Алексеевка              | Берёзовая роща у полустанка «Тарасовка», территория Аптекарского переулка.                        | Дачи Алексеева |
| Черкизово и окрестности | Село Черкизово и его окрестности (Полустанок «Тарасовка», село Черкизово, фабрика Новикова и др.) | Дачи Лямина, Дача Б. Н. Шнауберта, Гомоновского, Егорова, Протопопова, Илюшина, Груздева, Арно, Седова, Афинского           |

## Название
Тарасовка и Черкизово, несмотря на то, что расположены очень близко друг к другу, должны различаться. Черкизово расположено слева от железной дороги (в сторону Пушкино), Тарасовка — справа.  РГУТИС расположен в Черкизово, и Покровская церковь тоже черкизовская. Также именно в Черкизово, а не в Тарасовке, находится тренировочная база ФК «Спартак» (Москва).

## Достопримечательности
- Стоящая на берегу Клязьмы Церковь Покрова 1903 года, построенная в стиле московского зодчества XVII века.
- На территории Черкизово расположена база футбольного клуба «Спартак Москва».
- Мемориальный музей-дача А. С. Новикова-Прибоя
- Черкизовский парк и Дачи Д. П. Бахрушина
- Обелиск в честь воинов посёлка Черкизово, погибших в годы Великой Отечественной войны

## Известные люди
В разное время в Черкизове жили: Бахрушин Д. П., Кедрин Д. Б., Кун Н. А., Мень А. В., Новиков-Прибой А. С., Папанин И. Д., Потёмкин Ю. П., Сальников С. С., Сокольников Г. Я., Стаханов А. Г., Собачко-Шостак Г. Ф., Лобанов В. М., Чулович В. Н., Зеленская О. А.

## Улицы городского поселения Черкизово
- 1-я Лесная
- 2-я Лесная
- 2-я Водопроводная

Проходит по южной границе поселка параллельно Акуловскому гидротехническому узлу.
- Аптекарский переулок

Одна из старых улиц поселка. Ранее была началом липовой аллеи, ведущей к дачам Бахрушина. Расположена на бывшей местности Алексеева, здесь ещё сохранились приспособленные под жилые дома дачи фабриканта Алексеева. Переулок начинается от улицы Вокзальной и заканчивается переходом в Полевой переулок. В переулке есть здание отделения почтовой связи.
- Береговая

Проходит по высокому правому берегу Клязьмы от Черкизовского парка к железной дороге. Располагается на бывшей местности Ясенки, где был обширный фруктовый сад при дачах Бахрушина.
- Весенняя
- Вокзальная

Одна из старых улиц поселка. Начинается от привокзальной площади у платформы «Тарасовская», проходит через перекресток с улицами Зеленской и Кедрина и заканчивается, выходя на улицу Главную. На улице расположены: ресторан «Кооператор», аптека, магазины, универмаг, здание почты, памятник погибшим в ВОВ.
- Ганны Шостак

Одна из старых улиц поселка. Названа в честь художницы Ганны Шостак, жившей на этой улице. Начинается как продолжение улицы Зеленской и идет в западном направлении через старые дачи Грибовки и выходит из поселка в районе водопроводного канала.
- Генеральская
- Главная

Центральная и старейшая улица поселка. Начинается параллельно улице Орджоникидзе, пересекает Сосновую аллею, улицу Зеленской. Минуя мост через Клязьму, проходит по территории РГУТИСа и заканчивается около поселка Мурашки. На улице расположены: администрация поселка, РГУТиС, бывшая фабрика «Экспортнабивткань», Дом бытовых услуг, Академия МВД.
- Главный переулок
- Железнодорожная

Идет параллельно железной дороге от привокзальной площади до реки Клязьмы.
- Западная аллея
- Западный проезд
- Зелёная
- Канальный тупик
- Кедрина

Названа в честь поэта Дмитрия Кедрина, жившего на этой улице. Начинается от перекрестка с улицами Вокзальной и Зеленской и идет по направлению к Покровской церкви, у которой и заканчивается. На улице расположены: поселковая библиотека, дом, в котором жил Д. Б. Кедрин (сгорел), амбулатория, Покровская церковь.
- Колхозный переулок

Небольшая тупиковая улица, идущая параллельно улице Ганны Шостак. Названа по близкому расположению к бывшему колхозу им. Тимирязева.
- Линейный переулок
- Лобанова

Названа в честь директора Черкизовской средней школы В. М. Лобанова. Начинается от улицы Зелёной, идет параллельно улице Главной и в конце пересекается с ней.
- Луговая
- Майская
- Мичурина
- Набережная

Начинается от перекрестка улиц Трудовая, Главная и Тарасовская, огибает поселок Мурашки с юга и запада и заканчивается в районе улицы Родниковой. На улице расположены: здание первой поселковой больницы, бывшая дача И. Д. Папанина — второе здание больницы (сгорело).
- Набережный проезд
- Народная
- Новикова-Прибоя

Одна из старых улиц поселка. Названа в честь писателя А. С. Новикова-Прибоя, жившего на этой улице. Ранее была липовой аллеей, ведущей от дач Алексеева к дачам Бахрушина. Начинается от улицы Вокзальной как продолжение Аптекарского переулка и заканчивается тупиком у дач Новикова-Прибоя и Бахрушина. На улице расположены: тренировочная база ФК «Спартак», дача А. С. Новикова-Прибоя, дача Д. П. Бахрушина.
- Никольская
- Никольский проезд
- Ольги Зеленской

Названа в честь председателя колхоза им. Тимирязева О. А. Зеленской, проживавшей на этой улице. Начинается от пересечения с улицами Кедрина и Вокзальной, пересекает Главную улицу и заканчивается, переходя в улицу Ганны Шостак.
- Орджоникидзе

Бывшая улица поселка старых большевиков. До 1936 года начиналась на территории нынешнего поселка Сосновый бор (Мытищи). Сейчас начинается от улицы Водопроводной и заканчивается на перекрестке с Сосновой аллеей. На улице расположены: бывшие дачи Фрунзе и Куйбышева.
- Останкинская
- Песчаная
- Полевая
- Полевой переулок
- Покровская
- Пушкинская
- Пушкинский тупик
- Радио
- Речная
- Речной переулок
- Родниковая
- Садовая
- Сосновая аллея
- Сосновый переулок
- Спартаковская
- Спортивная
- Спортивный проезд
- Станционная
- Тарасовская
- Тарасовский проезд
- Тельмана
- Тимирязевская
- Трудовая
- Трудовой проезд
- Трудовой тупик
- Черкизовская
- Черкизовский парк
- Школьная
- Южная